# Automolis phaeoptera
Automolis phaeoptera är en fjärilsart som beskrevs av George Francis Hampson 1909. Automolis phaeoptera ingår i släktet Automolis och familjen björnspinnare. Inga underarter finns listade i Catalogue of Life.